# فرانک مونتالدی
فرانک مونتالدی (انگلیسی: Frank Montaldi؛ زادهٔ) دوچرخه‌سوار اهل ایالات متحده آمریکا است. وی در 
```
شرکت کرده است.
```